# 岡崎市せきれいホール

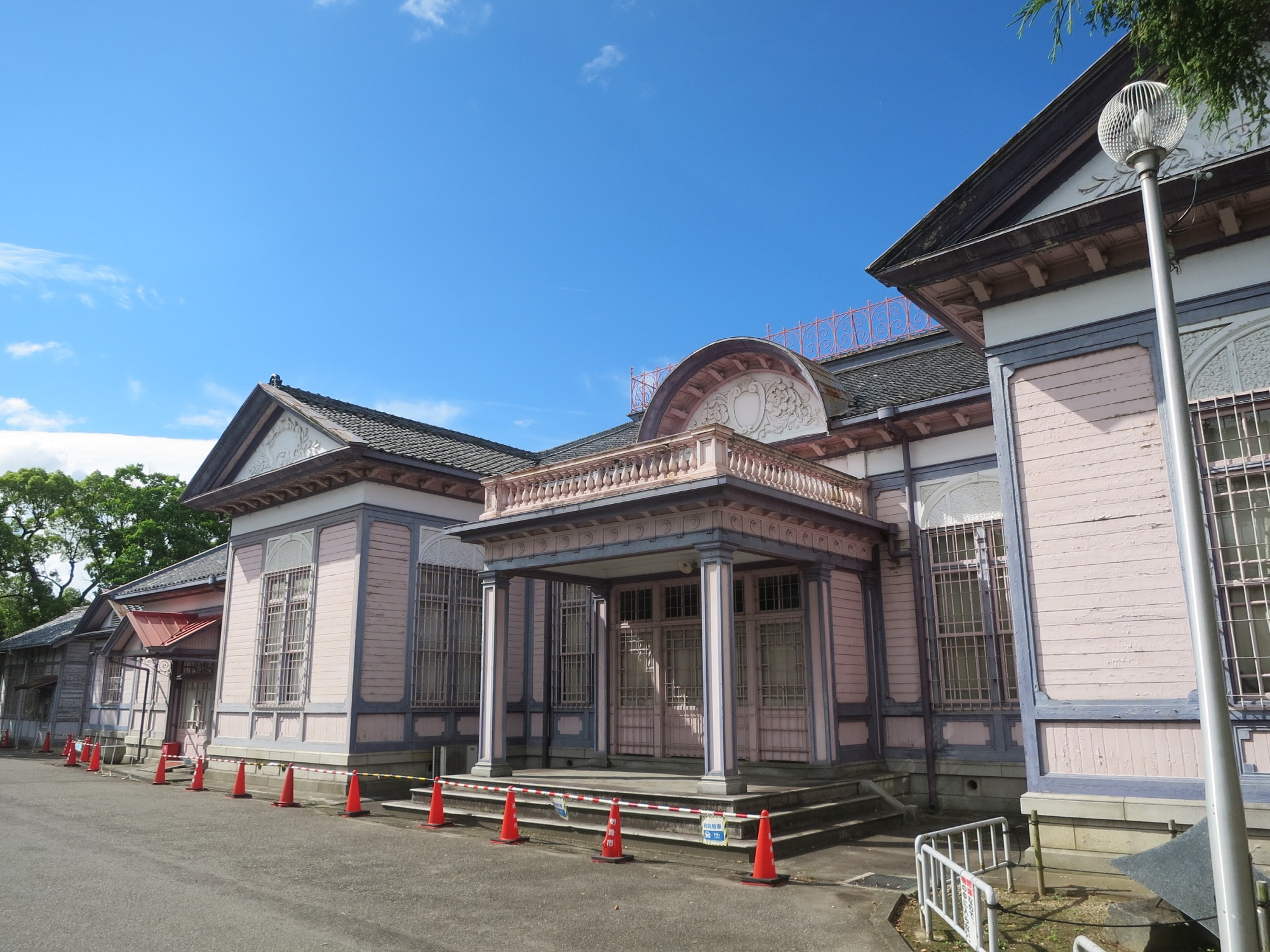
敷地内にある岡崎市郷土館（旧称）

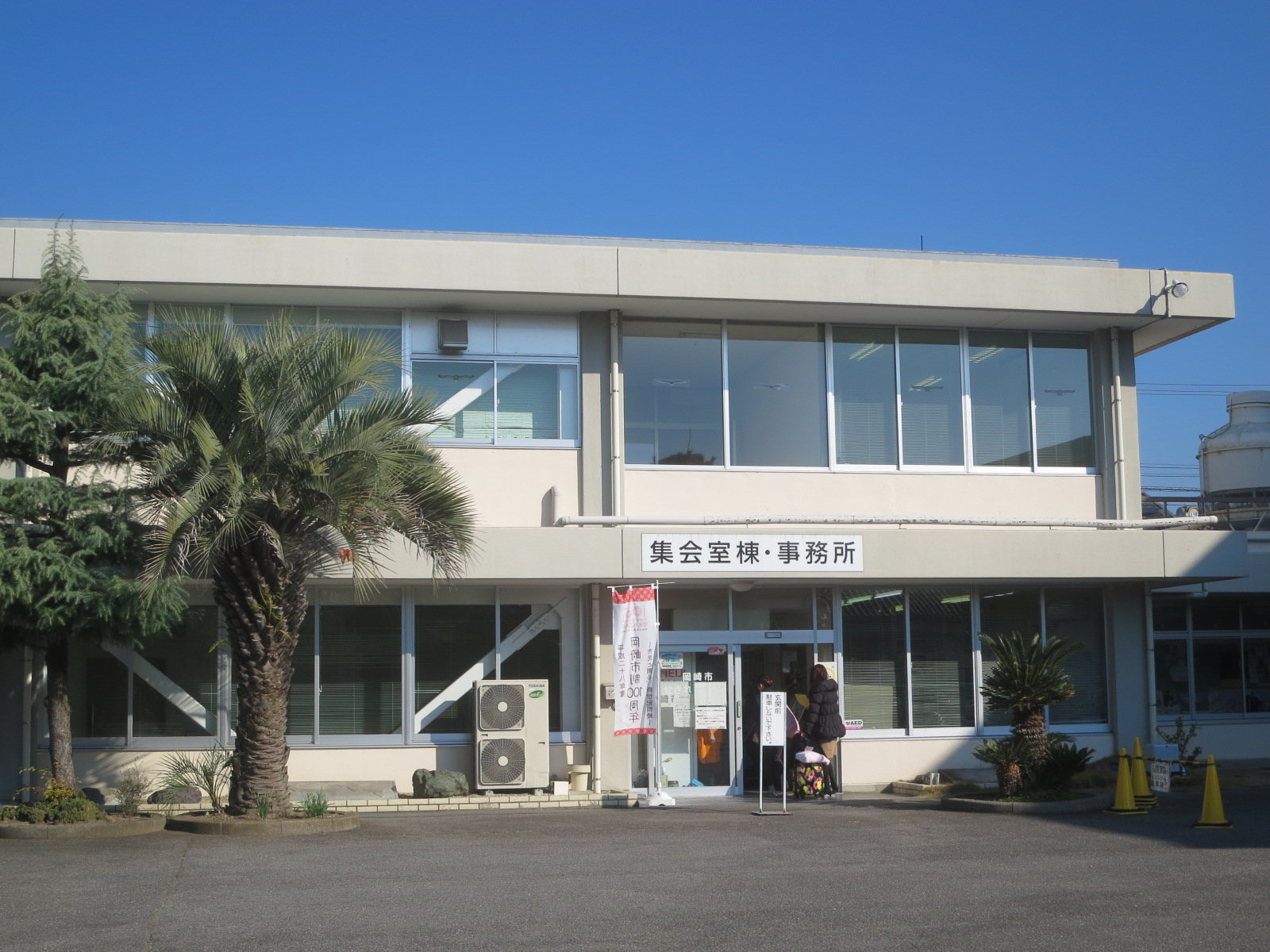
集会室棟・事務所

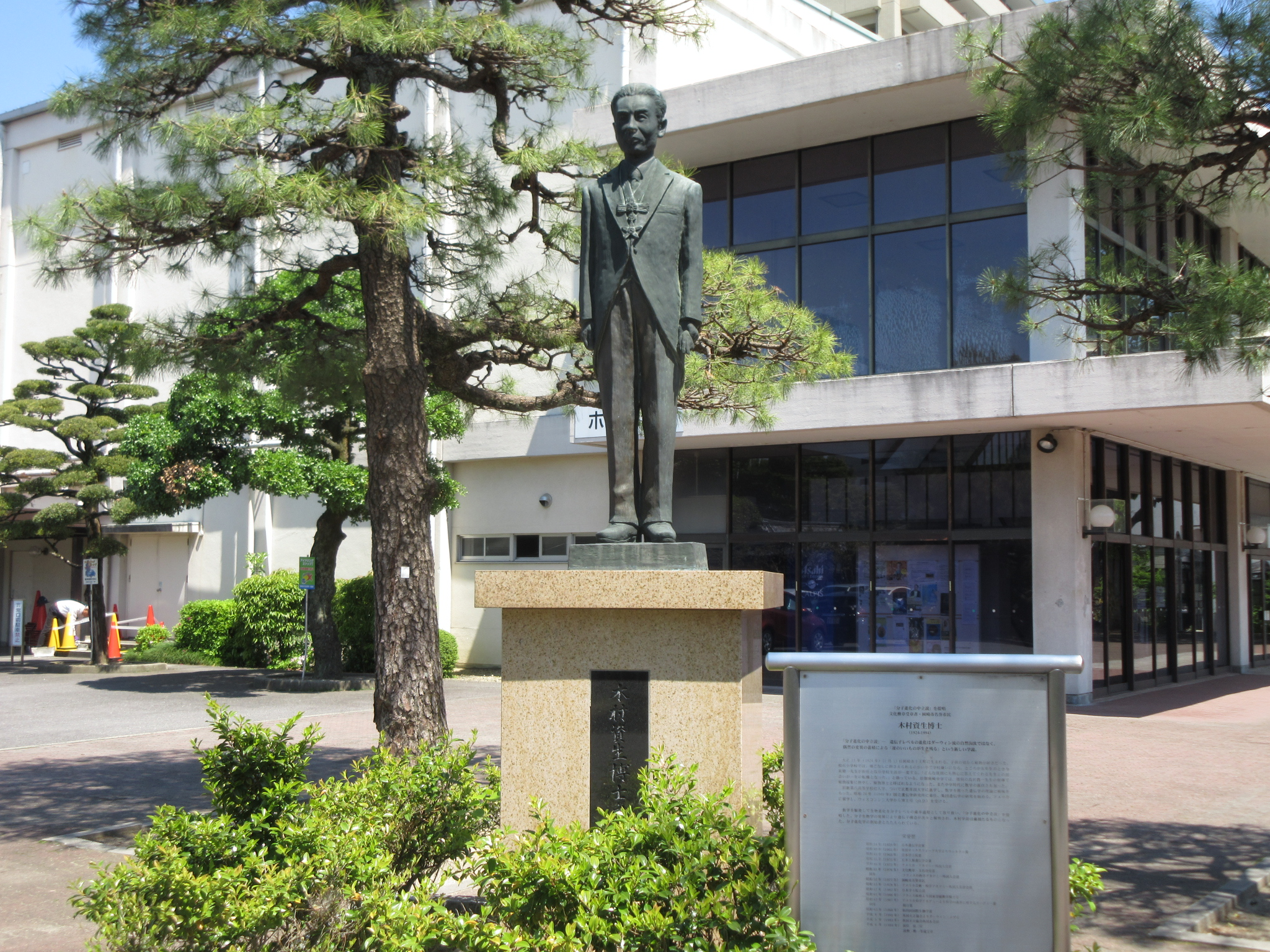
木村資生の銅像

岡崎市せきれいホール（おかざきしせきれいホール）は、愛知県岡崎市朝日町にある公共の文化施設。

## 概要
1961年（昭和36年）3月30日、「愛知県岡崎勤労会館」として完成。1983年（昭和58年）、岡崎市が愛知県から買い上げ、1984年（昭和59年）2月15日、「岡崎市せきれいホール」として開館した。名称は市の鳥であるハクセキレイ（1975年（昭和50年）3月27日選定）に由来する。土地、建物の買収と改装に4億9,600万円が投じられた。
ホールのほかに集会室がある。集会室は「管理棟」の中にある。また敷地内に「旧額田郡公会堂及物産陳列所」（旧称：岡崎市郷土館）がある。駐車場は30台。またそのほかに岡崎市役所東立体駐車場（250台、無料）も利用可能。
一般社団法人岡崎パブリックサービスが指定管理者として管理運営にあたっている。
利用時間は9:00～21:30（準備・片付けを含めた利用時間は、8:30～22:30）。休館日は第1・第3火曜日、12月29日から1月3日まで。
2015年（平成27年）5月18日、岡崎市は、老朽化の著しいせきれいホールについて改修により20年以上の延命が可能との見方を示した。市の文化総務課が試算した改修費は6億5,087万円。

## 施設の案内
| 区分           | 定員  | 面積   |
| -------------- | ----- | ------ |
| ホール         | 500人 | 246 m2 |
| 集会室 101号室 | 18人  | 29 m2  |
| 集会室 102号室 | 20人  | 39 m2  |
| 集会室 201号室 | 48人  | 65 m2  |
| 集会室 202号室 | 18人  | 32 m2  |
| 集会室 203号室 | 12人  | 23 m2  |

## アクセス
- 名鉄名古屋本線 東岡崎駅（バスターミナル）から市民病院行のバスに乗り「徳王神社前」停留所下車、南へ約100m、徒歩で約10分。
- JR東海道本線 岡崎駅（バスターミナル）から市民病院行のバスに乗り「徳王神社前」停留所下車、南へ約100m、徒歩で約28分。
- 名鉄名古屋本線 東岡崎駅より徒歩で約25分（1.2km）。